# Georg Hansen
Georg Hansen, (31. maj 1906 i København-?), var en dansk fodboldspiller som vandt DM med B.93 1927, hvor han spillede 121 kampe og scorede 40 mål i perioden 1922-1932.
Georg Hansen debuterede på B.93s førstehold som 16-årig i september 1922 og spillede han sin sidste kamp i april 1932.
Han var med til at vinde tre DM-titler til B.93 i 1927, 1929 og 1930.
Der udover vandt han pokalturneringen fire gange. Første gang 1922 med 4-0 over Frem, 1926 med 5-1 over KB, 1929 med 3-2 over B.1903 og 1930 med 4-3 over Frem). Han blev KBU-mester i 1927, 1928 og 1930. 
De første seks sæsoner spillede på venstre fløj og derefter på højre fløj.
I sæsonen 1927/28 scorede han 15 mål i 21 kampe.